# 平松義彦
平松 義彦（ひらまつ よしひこ、1905年（明治38年）- 1980年（昭和55年）1月22日）は、日本の建築家。昭和戦前期から戦後にかけて活動していた。

## 生涯
以下 ＜まちもり通信：二人の建築家の戦中戦後 建築家・小町和義氏インタビュー＞や『追悼 平松義彦』（1980年、株式会社平松建築設計事務所 及 新建築家技術者集団 著）によると、東京市芝区下高輪町出身。1928年に東京美術学校卒業後、兄の英彦が勤めていた大林組に入社。また分離派建築会にも関わり、その後創宇社建築会メンバーとなる。
戦中期は劇團前進座の集合住宅などを手掛けるほか、大正期新興美術運動にも携わる。
戦後、創宇社建築会メンバーの仲間であった今泉善一、道明栄次らと共同経営で東京建築設計事務所を開設。ただし社長は平松の美術学校の先輩で大林組設計部長も歴任した木村得三郎を招いている。当時は習志野市長であった白鳥義三郎との親交もあり、千葉県内の小学校の設計を受託。この時期円形校舎なども手掛けているほか、衣笠貞次郎邸茶室などを携わっている。
1947年に結成された新日本建築家集団（NAU）の事務局長に就任。東京事務所にNAUの事務所も同居させていたため、NAUを通じて労働組合との関係性が強くなる。ここから千駄ヶ谷にあった全国造船労組会館や新日本文学会会館、八幡製鉄労働組合会館などを設計したことが知られる。
1952年になるとNAUが活動停止になり事務局長を辞す。そして設計事務所経営陣のうち今泉、道明、木村の3人と所員4人が退職。事務所を継続するため1959年、社名を平松建築設計事務所と変え代表取締役に就いた。前身から平松ひとりが全借財を負債し、また残ったスタッフも建築家の小町和義を含む3人のみでの再出発となったというが、事務所創設からは代々木病院（東京勤労者医療会代々木診療所）など東京民主医療機関連合会の仕事、あかつき印刷 (渋谷区)、日本共産党旧本部ビルなど、日本共産党関係の仕事が多くなったという一方、自由民主党の河野謙三や河野一郎の邸宅など、河野一族の邸宅も手掛けていく。

### 親族
父の平松福三郎は弁護士。姪に女優の吉田日出子がいる。
七男四女の兄姉弟妹がおり、姉の平松麻素子は芥川龍之介の秘書や晩年の作品の作家活動の支援者として活動していたという。また兄のうちで平松英彦も大林組で活動した建築家であるが若くして亡くなったほか、姉の麻素子も戦後すぐに病死している。
父の福三郎は有楽町に法律事務所兼公証人役場を開いていたが、1919年に出口王仁三郎の大本教に入信して東京支部長となり、弁護士職は廃業して教団本拠地がある京都府亀岡市に移住したという。そのため姉の麻素子が一家の中心となり、義彦も姉の手で養育されたという。
共産党と対極にある自民党の河野謙三邸宅、兄の河野一郎邸宅の設計を担当したのは、平松の姪の園子が河野謙三の夫人である縁からである。